# Shaun Stonerook
Shaun Andrew Stonerook (Columbus, Ohio, 19. kolovoza 1977.) je američki profesionalni košarkaš s talijanskom putovnicom. Igra na poziciji krilnog centra, a trenutačno je član talijanskog euroligaša Montepaschia iz Siene. 

## Karijera
U sezoni 2008./09. u prosjeku je postizao 7 poena, 6 skokova, te po 2 asistencije i oduzete lopte u 39 utakmica talijanske lige koliko ih je odigrao. S Montepashijem je iste sezone osvojio naslov talijanskog prvaka i završetkom sezone potpisao je dvogodišnje produženje ugovora.

## Vanjske poveznice
- Profil  Arhivirana inačica izvorne stranice od 19. listopada 2011. (Wayback Machine) na Mens Sana Basket (engl.)
- Profil na Euroleague.net